# Combat de Torodi
Guerre du Sahel
Batailles
- Tlemss
- 1re Tilwa
- Tabankort
- Ouraren
- Adrar Bouss
- Agadez et Arlit
- Tchibarakaten
- Mangaïzé
- Tazalit
- 1re Bani Bangou
- 2e Tilwa
- Wanzarbé
- Abala
- Midal
- 1re Tongo Tongo
- 1re Ayorou
- 2e Tongo-Tongo
- Baley Beri
- 1re Inates
- 2e Inates
- Sanam
- Chinégodar
- 2e Ayorou
- 2e Bani Bangou
- Taroun
- Torodi
- Adabda
- Intagamey
- Koutougou
- Tabatol
- Takanamat
- Teguey
- Chatoumane

Le combat de Torodi a lieu le 31 juillet 2021, pendant la guerre du Sahel.

## Déroulement
Le 31 juillet 2021, vers 11 heures, des militaires des forces spéciales nigériennes tombent dans une embuscade à Torodi, dans le département de Say, près de la frontière avec le Burkina Faso, alors qu'ils effectuaient une mission de ravitaillement pour le poste de Boni, dans le cadre de l'opération Saki II,. Les militaires tentent alors d'évacuer les blessés, mais ils tombent sur un engin explosif improvisé.
Après les combats, des opérations de ratissage sont effectuées avec l'appui de l'aviation militaire. Quelques jours plus tard, l'attaque est revendiquée par le Groupe de soutien à l'islam et aux musulmans.

## Pertes
Le soir du 1er août, l'armée nigérienne annonce un premier bilan de 15 militaires tués, sept blessés et six portés disparus. Ce bilan est ensuite relevé à 18 morts, ainsi qu'un civil, par le ministère de la Défense.